# Mauro Manotas
Mauro Andrés Manotas Páez, noto semplicemente come Mauro Manotas (Sabanalarga, 15 luglio 1995), è un calciatore colombiano, attaccante dell'Atlas.

## Carriera

### Club
Il 16 agosto 2014 segna la prima rete da professionista con l'Uniautonoma nella Categoría Primera A contro il La Equidad.
Nel 2015 passa agli Houston Dynamo.
Il 24 settembre segna il suo primo hat-trick dando la vittoria alla sua squadra per 3-1 contro il Portland Timbers e venendo nominato giocatore della settimana.
L'8 ottobre segna una doppietta contro il Colorado Rapids.
Il 7 maggio 2017 segna un'altra doppietta nella vittoria per 4-0 sull'Orlando City.

### Nazionale
Il 25 settembre 2014 viene convocato dalla selezione Colombiana Under-20.

## Statistiche

### Presenze e reti nei club
| Stagione              | Squadra               | Campionato            | Campionato | Campionato | Coppe nazionali | Coppe nazionali | Coppe nazionali | Coppe continentali | Coppe continentali | Coppe continentali | Altre coppe | Altre coppe | Altre coppe | Totale | Totale |
| Stagione              | Squadra               | Comp                  | Pres       | Reti       | Comp            | Pres            | Reti            | Comp               | Pres               | Reti               | Comp        | Pres        | Reti        | Pres   | Reti   |
| --------------------- | --------------------- | --------------------- | ---------- | ---------- | --------------- | --------------- | --------------- | ------------------ | ------------------ | ------------------ | ----------- | ----------- | ----------- | ------ | ------ |
| 2015                  | Houston Dynamo        | MLS                   | 9          | 0          | USOC            | 3               | 1               |                    | -                  | -                  |             | -           | -           | 12     | 1      |
| 2016                  | Rio Grande Valley     | USL                   | 4          | 2          | USOC            | -               | -               |                    | -                  | -                  |             | -           | -           | 4      | 2      |
| 2016                  | Houston Dynamo        | MLS                   | 22         | 6          | USOC            | 3               | 3               |                    | -                  | -                  |             | -           | -           | 25     | 9      |
| 2017                  | Houston Dynamo        | MLS                   | 33+4       | 10+1       | USOC            | -               | -               |                    | -                  | -                  |             | -           | -           | 37     | 11     |
| 2018                  | Houston Dynamo        | MLS                   | 36         | 19         | USOC            | 4               | 6               |                    | -                  | -                  |             | -           | -           | 40     | 25     |
| 2019                  | Houston Dynamo        | MLS                   | 32         | 13         | USOC            | 0               | 0               | CCL                | 4                  | 2                  |             | -           | -           | 36     | 15     |
| 2020                  | Houston Dynamo        | MLS                   | 9          | 2          |                 | -               | -               |                    | -                  | -                  |             | -           | -           | 9      | 2      |
| Totale Houston Dynamo | Totale Houston Dynamo | Totale Houston Dynamo | 132+4      | 50+1       |                 | 10              | 10              |                    | 4                  | 2                  |             | -           | -           | 149    | 56     |
| Totale carriera       | Totale carriera       | Totale carriera       | 145+4      | 52+1       |                 | 10              | 10              |                    | 4                  | 2                  |             | -           | -           | 159+4  | 65     |

## Palmarès

### Club

#### Competizioni nazionali
- U.S. Open Cup: 1

Houston Dynamo: 2018